# Гніванська волость
Гніванська волость — історична адміністративно-територіальна одиниця Вінницького повіту Подільської губернії з центром у Гнівані.